# ВЕЦ „Устето“
ВЕЦ „Устето“ е водноелектрическа централа в централна България, функционирала от 1906 година до средата на XX век.
Построена е от габровския индустриалец Иван Хаджиберов на река Янтра, под село Джумриите, и е оборудвана с три турбини по 80 конски сили с три генератора по 60 kVA. Стойността ѝ е около 300 000 златни лева. Освен тъкачната фабрика на Хаджиберов, централата захранва и фабриките „Александър“ и „Успех“. Тя се използва и за осветление на централната градска част на Габрово, като става втората в България централа за обществено електроснабдяване след ВЕЦ „Панчарево“.
Сградата на електроцентралата е изрисувана от германски художник с копие на картината „Богинята на електричеството“ на К. Шмит – Аврора, стъпила върху земното кълбо със светеща електрическа крушка в ръка. Под земното кълбо е нарисувано българско хоро, играно от строителите на централата, водени от Иван Хаджиберов. Картините са унищожени след национализацията, а цялата сграда е разрушена през 60-те години на XX век.